# Microhyla picta
Microhyla picta és una espècie de granota de la família Microhylidae que viu al Vietnam. La cria d'aquesta espècie es porta a terme en aigua mitjançant el desenvolupament larvari. No hi ha amenaces significatives per a la supervivència d'aquesta espècie, tot i que la regió està presumiblement àmpliament modificada pel desenvolupament agrícola.